# Maximilian von Waldstein

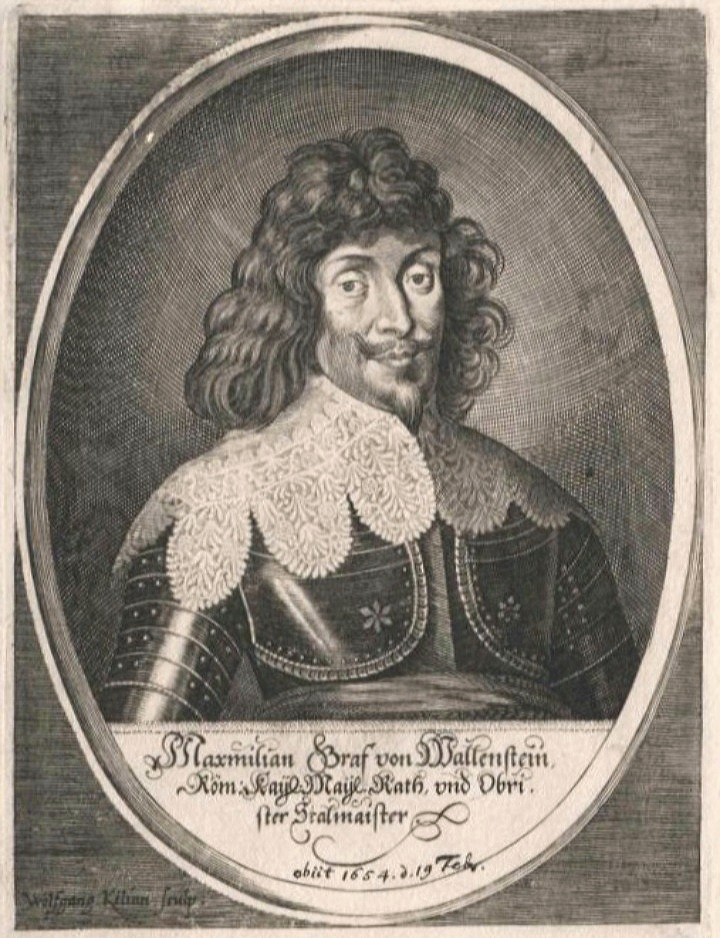
Maximilian von Waldstein auf einem Kupferstich von Wolfgang Kilian

Maximilian Graf von Waldstein (* 1598 in Znaim; † 19. Februar 1655 in Wien), auch Max Waldstein oder Maximilian Graf von Wallenstein genannt, war ein böhmischer Adliger aus dem Geschlecht Waldstein (Wallenstein). Am kaiserlichen Hof der Habsburger war er Geheimer Rat, Oberststallmeister und Oberstkämmerer. Bekannt wurde er auch als „Lieblingsvetter“ und als Prinz von Friedland designierter Erbe des Feldherrn Albrecht von Wallenstein. Dessen Sturz überstand er durch seine hohe Stellung am Hof und sein schnelles Abwenden vom Feldherrn.

## Werdegang
Maximilian wurde als Sohn des kaiserlichen Kämmerers und späteren böhmischen Oberstburggrafen Adam von Waldstein und dessen erster Ehefrau Elisabeth von Waldstein († 1614) geboren. Er erhielt in München eine höhere Bildung und schrieb sich 1617 an der Universität Siena ein. Zu diesem Zeitpunkt hatte er bereits erste Kampferfahrungen unter dem Kommando von Karl Ludwig zu Sulz gesammelt, der Truppen des Kaisers zur Unterstützung von dessen spanischen Verbündeten nach Italien geführt hatte. Maximilian begann eine militärische Laufbahn, zunächst in spanischen, dann in kaiserlichen Diensten im beginnenden Dreißigjährigen Krieg.
Seine erste Ehe schloss er am 17. Januar 1622 mit Katharina von Harrach, deren Schwester Isabella im Jahr darauf Maximilians berühmten Vetter Albrecht von Waldstein – Wallenstein – heiraten würde. Die Hochzeitsfeierlichkeiten dauerten zwei Tage, Wallenstein und Kaiser Ferdinand II. persönlich nahmen daran teil, während die Botschafter des Papstes, Spaniens, Dänemark-Norwegens, Sachsens und Brandenburgs Geschenke an das Brautpaar schickten. Wallenstein hatte wesentlich Anteil am Arrangieren der Hochzeit seines weitläufigen Verwandten, väterlicherseits ein Vetter dritten Grades. Maximilian erlangte großes Vertrauen bei seinem Vetter, dem er wertvolle Dienste leisten konnte. Während Wallenstein Ende 1623 im südmährischen Hodonín durch Truppen Gabriel Bethlens eingeschlossen war, brachte Maximilian auf Bitte seines Vetters dessen Frau aus Prag nach Oberösterreich in sichere Entfernung von den Kampfhandlungen.

### Aufstieg am Wiener Hof und zum Prinzen von Friedland

Wappen Wallensteins als Herzog von Friedland

Deutlich bedeutender als seine militärische Karriere war Maximilians Laufbahn am Wiener Hof. Er galt nicht als besonders politisch begabt, aber als äußerst gewandt im höfischen Auftreten. Auch zum späteren Kaiser Ferdinand III. baute er ein persönliches Vertrauensverhältnis auf. Ab 1622 diente er diesem als Kämmerer und wurde später sein Oberststallmeister. Im Jahr 1628 wurde Maximilian zusammen mit seinen Brüdern Rudolf (1592–1649), Berthold (1604–1632), Johann Viktorin (1616–1673) und Karl Ferdinand in den Reichsgrafenstand erhoben.
Für den zum kaiserlichen Oberbefehlshaber aufgestiegenen Wallenstein wirkte Maximilian als Bindeglied zum Wiener Hof. Als auf dem Regensburger Kurfürstentag 1630 über die Absetzung des Generalissimus verhandelt wurde, hielt Maximilian diesen über den Stand der Verhandlungen auf dem Laufenden. Wallenstein, dessen einziger Sohn früh verstorben war, setzte Maximilian als seinen Universalerben ein. Als solcher hatte er das Recht, sich „Prinz von Friedland“ zu nennen. In die Regierung von Wallensteins Herzogtum Friedland durfte er sich zwar nicht einmischen, erhielt als Erbprinz aber ab 1632 eine monatliche Apanage von 1000 Gulden. Im Folgejahr strich Wallenstein die Apanage für Maximilian wieder aufgrund kriegsbedingt verschlechterter wirtschaftlicher Verhältnisse.
Vorläufiger Höhepunkt von Max Waldsteins militärischer Laufbahn war die Bestallung für ein Regiment zu Fuß, die er am 1. September 1629 erhielt. Er stellte das Regiment in Böhmen auf und kommandierte es dort die nächsten zwei Jahre über als Oberst. Anschließend übernahm der Obristleutnant Johann von Adelshoven das Kommando. Ende 1632 übernahm Maximilian das Fuß-Regiment seines in der Schlacht bei Lützen gefallenen Bruders Berthold und gab sein altes Regiment daraufhin an Adelshoven ab. Maximilian befehligte das ebenfalls in Böhmen eingesetzte Regiment die nächsten zwei Jahre wieder selbst.

### Wallensteins Ende

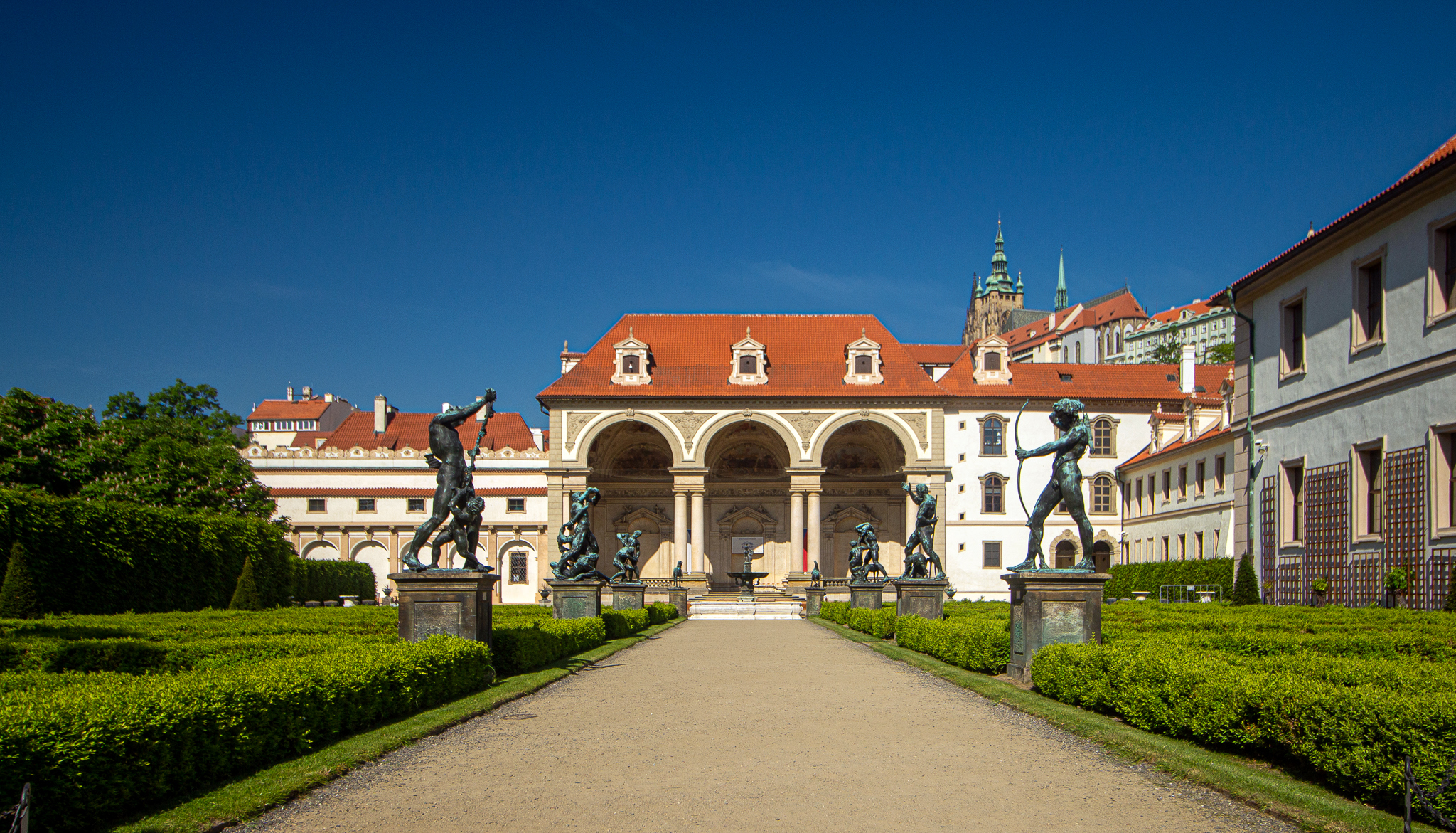
Das Prager Palais Waldstein wurde vom Kaiser beschlagnahmt; später erwarb Maximilian es für seine Familie zurück

Als das Misstrauen des Kaiserhofs gegen Wallenstein im Dezember 1633 immer größer wurde und dieser daraufhin versuchte, sich in den zwei Pilsener Revers der Loyalität seiner Offiziere zu versichern, spielte Maximilian wieder eine Rolle als Bote und höfisch versierter Kontaktmann. Nach dem ersten Pilsener Revers vom 12. Januar 1634 überbrachte er für Wallenstein eine Botschaft nach Wien, in welcher der Generalissimus anbot, die Armee innerhalb von vier Monaten in guten Zustand zu bringen, um anschließend abzudanken und dem Kaisersohn Ferdinand III. den Oberbefehl zu überlassen. Die Antwort, die Maximilian genau einen Monat später nach Pilsen überbrachte, ist nicht bekannt, sie fiel laut dem Wallenstein-Biografen Golo Mann aber vermutlich kryptisch und ausweichend aus. Daraufhin kehrte Max Waldstein am 18. Februar mit einer zweiten Botschaft nach Wien zurück, diesmal an den Geheimratsdirektor Hans Ulrich von Eggenberg, um diesem eine Aussprache mit dem Kaiser vorzuschlagen. Eggenberg empfing Maximilian am 22. Februar, nahm das von Wallenstein geschickte Schreiben aber nicht an, sondern gab Maximilian zu verstehen, dass dessen Situation als Wallenstein-Vertrauter ungünstig sei. Der ihm von seinem Vetter hinterhergeschickte Bote Franz Wilhelm Mohr von Waldt wurde auf dem Weg von den mit der Beseitigung Wallensteins beauftragten Generälen Ottavio Piccolomini und Matthias Gallas aufgehalten und festgenommen.
Maximilian arrangierte sich schnell mit den neuen Verhältnissen nach Wallensteins Ermordung am 25. Februar 1634. Obwohl er am Hof bis auf Weiteres nicht erwünscht war, füllte er seine Pflichten als Regimentskommandeur und Oberststallmeister des Kaisersohns weiter in der Öffentlichkeit aus. Für zwei der Hauptakteure bei der Beseitigung Wallensteins, Gallas und Johann von Aldringen, gab er im April des Jahres ein Festbankett. Die rasche Anpassung irritierte manche Betrachter in Wien; der venezianische Gesandte Anselmi empfand es nach Golo Mann als „ungewöhnliches Stück von Dissimulation, zu grob, um zu fein zu sein“. Maximilian hatte damit Erfolg. Er erhielt zwar keinen Anteil am Besitz seines Vetters, der unter dessen Mördern verteilt wurde. Seinen ihm einst von Wallenstein persönlich als Lehen überlassenen Besitz, die Herrschaften Kloster und Stadt Münchengrätz (Mnichovo Hradiště) sowie die Güter Zvířetice (deutsch Alttabor), Svijany (Swijan) und Studénka (Stauding) durfte er dagegen behalten. Zudem konnte er 1639 Wallensteins alte Residenz in Prag, das Palais Waldstein, zu einem günstigen Preis erwerben.
Im Jahr 1636 gelang es Maximilian, seinen Vetter in einer angemessenen Grabstätte zu bestatten. Nachdem der Sarg seines Vetters zwei Jahre lang im Minoritenkloster in Mies (Stříbro) aufgebahrt worden war, erhielt Max Waldstein die Erlaubnis, den Sarg in die Krypta der Klosterkirche Karthaus Walditz (Valdice) bei Jitschin (Jičín) in Nordböhmen zu überführen. Wallenstein hatte das Kloster einst als Grablege für seine erste Frau gestiftet.

### Vertrauter des Kaisers

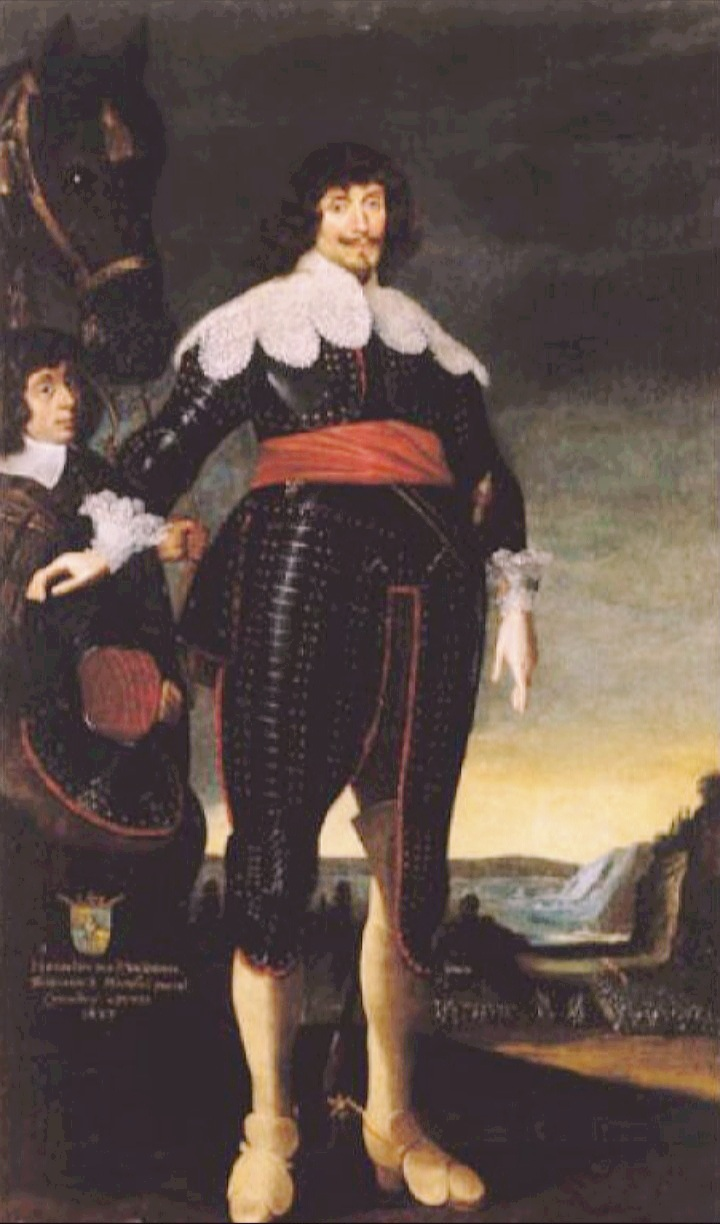
Maximilian von Waldstein in voller Rüstung mit Pferd und Page, unbekannter Maler, Mitte der 1630er Jahre, Waldsteiner Bildergalerie im Museum Cheb

Nach der Krönung Ferdinands III. zum Kaiser im Jahr 1637 blieb Maximilian dessen Oberststallmeister. Kurz darauf wurde er auch Geheimer Rat. Die weitere militärische Tätigkeit Maximilians beschränkte sich auf Unterstützung bei der Landesverteidigung Böhmens. Am 27. Juni 1639 brachte er sieben Infanteriefähnlein auf die Prager Burg, um die von Matthias Gallas und Melchior von Hatzfeldt gegen schwedische Angriffe verteidigte Landeshauptstadt zu verstärken. Im Herbst 1642 übernahm Max Waldstein den Befehl über das böhmische Landesaufgebot, das aufgrund befürchteter erneuter schwedischer Angriffe einberufen wurde. Im November kommandierte er je eine Infanteriekompanie an die Elbbrücken in Königgrätz (Hradec Králové), Kolín, Pardubitz (Pardubice) und Brandeis (Brandýs). Innerhalb des Landesaufgebots kam es zu zahlreichen Desertationen. Von ursprünglich gemusterten 2500 Mann konnte Maximilian am 1. Dezember in Mladá Boleslav (Jungbunzlau) nur noch 600 versammeln. Im darauffolgenden Jahr kam es nach Angaben des am Wiener Hof weilenden Militärs Walter Leslie zu Streitigkeiten zwischen Maximilian und dem kaiserlichen Oberbefehlshaber Matthias Gallas.
Im Oktober 1645 übernahm Maximilian das Infanterieregiment seines verstorbenen Vetters Ladislav Burian von Waldstein, das als böhmisches Landregiment die Stadtgarnison von Prag bildete. Formal wurde Max damit auch Nachfolger Ladislav Burians als Stadtobrist von Prag, das eigentliche Kommando über die Stadt führte aber der böhmische Landeskommandant Rudolf von Colloredo. Max Waldstein blieb in Wien am Kaiserhof und überließ das Kommando über sein Regiment den jeweiligen Obristleutnanten. Offiziell behielt er Regiment und Stadtkommando über Prag bis 1652, als er beides an Jan van der Croon abtrat.
Als toleranter Katholik erntete Maximilian das Misstrauen erzkatholischer Offizieller der Habsburger wie das des böhmischen Oberstlandrichters Bernhard Ignaz von Martinitz. Der warf ihm in Briefen an den einstigen Wallenstein-Gegner und nunmehrigen Oberbefehlshaber Ottavio Piccolomini im Juni 1648 vor, die Verschwörung Wallensteins fortzuführen. Außerdem unterstellte Martinitz den Offizieren des Waldstein-Regiments Korruption, die die Sicherheit Prags gefährden würde. Die Sicherheit der böhmischen Hauptstadt erwies sich tatsächlich als unzureichend, als die Schweden einen Monat später am 25. Juli nachts in die Prager Kleinseite links der Moldau eindrangen. Die Verantwortung für den Erfolg des schwedischen Handstreichs mit folgender Belagerung der Prager Altstadt sahen die Zeitgenossen sowohl beim vor Ort kommandierenden Colloredo als auch bei den Wachposten und ihren Offizieren aus dem Regiment Waldstein. Auf der Kleinseite raubten die Schweden beim Prager Kunstraub auch das Palais Waldstein aus, wo sie die berühmten Bronzeskulpturen des Bildhauers Adriaen de Vries mitnahmen.
Maximilian setzte seine Hoflaufbahn nach dem Westfälischen Frieden fort. Im Jahr 1650 brachte ihn sein Schwager, der Prager Erzbischof Ernst Adalbert von Harrach, ins Gespräch, das vakante höchste Landesamt als böhmischer Oberstburggraf zu übernehmen. Maximilian ließ sich aber nicht dazu bewegen, den Kaiserhof zugunsten Prags verlassen. Das Amt ging stattdessen an seinen Rivalen Bernhard Ignaz von Martinitz. In Wien erreichte Maximilian dafür am 7. März 1651 seine höchste Stellung als Oberstkämmerer Kaiser Ferdinands III. Das Amt bekleidete er bis zu seinem Tod vier Jahre später. Kurz zuvor oder posthum wurde er in den Orden vom Goldenen Vlies aufgenommen. Seinen Leichnam bestattete man in der Wiener Augustinerkirche, die damals als kaiserliche Hofpfarrkirche diente.

## Familie

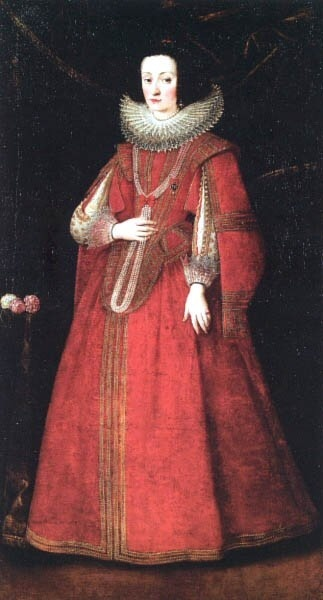
Porträt von Maximilians erster Ehefrau Katharina von Harrach

Maximilian war dreimal verheiratet. Aus seiner 1622 geschlossenen ersten Ehe mit Katharina von Harrach (1599–1640) hatte er sieben Kinder:
- Ferdinand Ernst (1624–1657), Oberstlandkämmerer von Böhmen[1]
- Maximiliana (1625–1658)[1]
- Albrecht Leopold († 1655), Domherr in Regensburg und Passau[2]
- Franz Augustin (1628–1684), Malteserritter, Geheimer Rat und Obersthofmarschall unter Kaiser Leopold I.[1]
- Maria Monika (1631–1666)[1][2]
- Karl Ferdinand (1634–1702), Obersthofmeister und Oberstkämmerer[1]

Im Jahr 1641 heirate Maximilian seine zweite Ehefrau Maria Polyxena von Talmberg († 1651), mit der er weitere zwei Kinder hatte:
- Johann Friedrich (1642–1694), Erzbischof von Prag[1]
- Maria Elisabeth (1646–1687), verheiratet mit Franz Christoph Wratislaw von Mitrowitz, Mutter des Oberstkanzler Johann Wenzel Wratislaw von Mitrowitz[1]

Die dritte Ehe mit Maximiliana von Salm-Neuburg (1608–1663) blieb kinderlos. Nach seinem Tod heiratete seine Witwe den Markgrafen Christian Wilhelm von Brandenburg.